# Kloster de San Pelayo de Antealtares

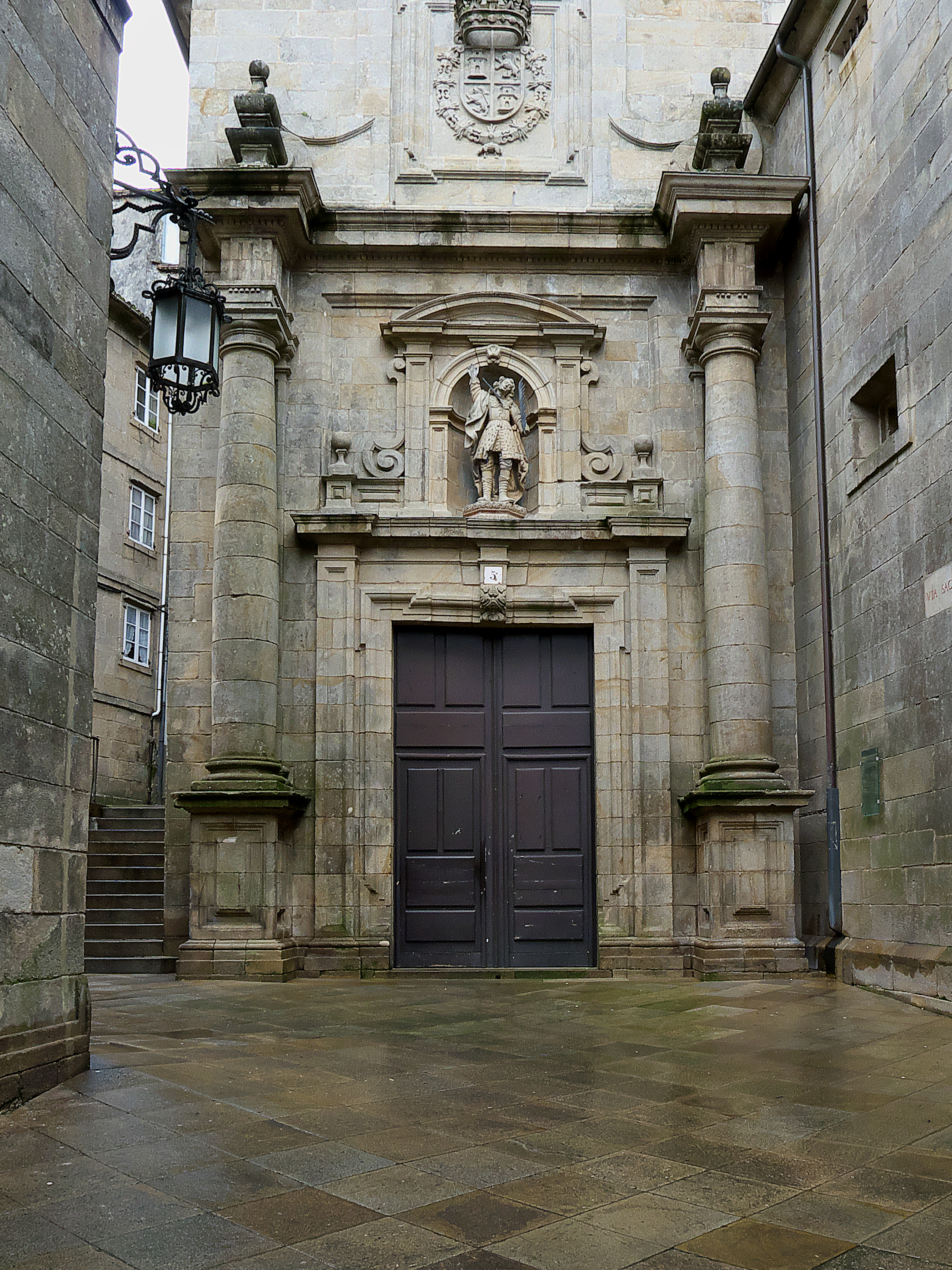
Eingang zur Klosterkirche; darüber die Statue des Märtyrerknaben Pelagius

Das Monasterio de San Pelayo de Antealtares („Kloster des heiligen Pelagius vor den Altären“) ist ein Benediktinerkloster in Santiago de Compostela. Es ist das älteste Kloster der Stadt und befindet sich östlich der Kathedrale angrenzend an die Plaza de la Quintana.

## Geschichte
Das Kloster wurde um 830 von Alfons dem II. von Asturien als Benediktinerkloster mit ursprünglich zwölf Mönchen gegründet. Dazu schenkte der König dem Kloster einen Weiler. Das Kloster bildete seit dem Frühmittelalter einen wesentlichen Teil des kulturellen Kerns des Jakobuskults. Im Mittelpunkt des Klosterlebens standen die Pflege des Apostelgrabs, der liturgische Dienst und die Betreuung der ersten Pilger. Durch das Engagement der Mönche wurde die Stadt schnell zu einem bedeutenden Wallfahrtsort. Das erste Klostergebäude befand sich östlich des römischen Mausoleums, in dem die Gebeine des Apostels Jakobus lagen, heute die Hauptapsis der Kathedrale. Da das Kloster vor dem Jakobusheiligtums liegt, bekam es den Beinamen Antealtares („vor den Altären“).
Im ersten Viertel des 12. Jahrhunderts wurde das Kloster San Xusto in der Gemeinde Lousame als Filialkloster gegründet.
Im Jahr 1077 einigten sich Abt Fagildo und Bischof Diego Páez im  Konkordat von Antealtares auf einen vom alten nur wenig entfernten neuen Standort des Klosters. Ebendort soll der Bischof Petrus von Mezonzo den Hymnus Salve Regina verfasst haben.
Im 12. Jahrhundert wurde der Patron des Klosters gewechselt. War zuvor der Apostel Petrus Namensgeber, wurde das Kloster nun Pelagius von Córdoba gewidmet, einem galicischen Kind, das im 10. Jahrhundert auf Befehl des Kalifen Abd-ar-Rahman III. den Märtyrertod erlitten haben soll, nachdem es sich geweigert habe, seinem christlichen Glauben abzuschwören.
Am 4. September 1495 wurden Schenkungsurkunden für alle Klostergebäude, mit Ausnahme der Kirche, ausgestellt, damit Lopo Gómez de Marzoa ein Kolleg für arme Studenten gründen konnte. Dieses Kolleg war Keimzelle der Universität von Santiago de Compostela.
Ende des 15. Jahrhunderts begann der Niedergang des klösterlichen Lebens in Antealtares. Mit der Reform der Katholischen Könige verschwand San Pelayo als eigenständiges Kloster und wurde der Abtei San Martín Pinario in Santiago de Compostela inkorporiert. Im Jahr 1499 vereinigte Fray Rodrigo de Valencia, Prior von San Benito de Valladolid und Reformator, im Auftrag der Katholischen Könige alle 14 galicischen Benediktinerklöster und rief aus Kastilien eine Gruppe Nonnen mit der Äbtissin Beatriz de Acuña. Die Umgestaltung zum Frauenkloster wurde durch Bullen der Päpste Innozenz VIII. und Alexander VI. und durch das Generalkapitel der Kongregation von Valladolid am 23. Juli 1499 bestätigt.

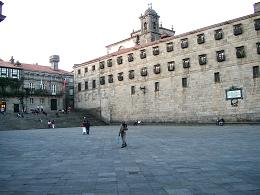
Westfassade des Klosters

Der Bau des heutigen Klosters wurde im 17. Jahrhundert begonnen und 1793 fertiggestellt. Die Umgestaltung des alten Klosters begann Anfang des 17. Jahrhunderts. Mateo López erhielt den Auftrag, den westlichen Teil zur Plaza de la Quintana hin zu gestalten und diesen monumental und streng auszuführen. Im Jahr 1641 stellte Jácome Fernández Fillo einen Teil der von Bartolomé Fernández Lechuga entworfenen Außenfassade fertig.

## Ausstattung

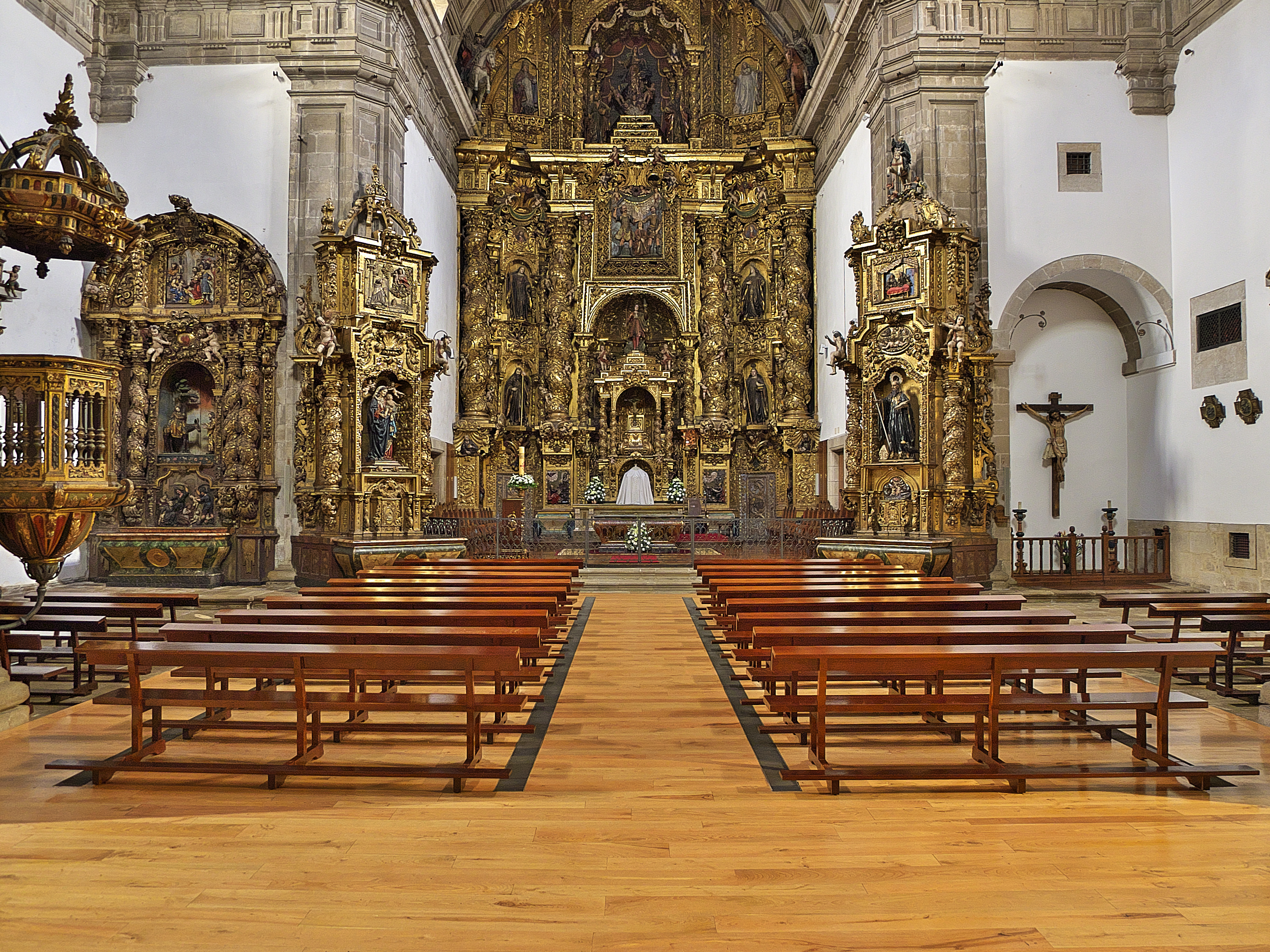
Innenraum der Klosterkirche

Der Überlieferung nach soll der Hauptaltar im 1. Jahrhundert von den Jüngern des hl. Jakobus gebaut worden sein. Der Altar stand zuvor in der Kathedrale und wurde 1105 auf Anordnung des Erzbischofs Gelmirez zugunsten eines größeren Altars entfernt. Daraufhin wurde der Altar als Dank für die Arbeit der Mönche dem Kloster übergeben.